# Bernard Butler
Bernard Butler, född 1 maj 1970 i Stamford Hill, London, är en brittisk musiker, gitarrist, pianist, multiinstrumentalist, musikproducent och sångare.
Bernard Butler är mest känd som gitarrist i Suede, innan han i juli 1994 lämnade gruppen. Efter avhoppet från Suede bildade han 1995 den kortlivade duon McAlmont & Butler med David McAlmont. Gruppen gav ut skivan The Sound of McAlmont & Butler (1995). Som soloartist utgav Butler skivorna People Move On (1998) och Friends and Lovers (2000). McAlmont & Butler återförenades 2002 och utgav Bring It Back.
Åren 2004–2006 spelade Butler i The Tears tillsammans med Brett Anderson. Gruppen gav år 2005 ut albumet Here Come the Tears.
Bernard Butler har även procucerat andra artisters skivor, bland andra The Libertines, Heather Nova, Mark Owen, Sophie Ellis-Bextor, Duffy, Mark Eitzel och Sharleen Spiteri.

## Diskografi

### Suede
- Suede, 1993
- Dog Man Star, 1994

### McAlmont & Butler
- The Sound of McAlmont & Butler, 1995
- Bring it Back, 2002

### Solo
- People Move On, 1998
- Friends and Lovers, 2000

### The Tears
- Here Come the Tears, 2005